# Angel Dust (manga)
Angel Dust es un manga hentai por Kota Hirano. Describe una versión prototipo más joven de los personajes de Hellsing, como lo es el Padre Alexander Anderson.

## Resumen
Anderson, un asesino de la mafia intenta escapar de la policía después de ser traicionado y acorralado por la organización que trabaja con él, tomar unos 50 kilogramos de heroína. Engaña a sus persecutores, vistiendo como un sacerdote y se oculta en un pueblo. Una monja denominada Kris, le ofrece trabajo en la Iglesia y acepta, ve esto como una oportunidad para vivir el resto de su vida perdonándose por sus pecados. Pero un día, un miembro de la mafia (y un exsocio de Anderson) encuentra la Iglesia que trabaja y, mientras que Anderson está ausente, él y sus compañeros violan repetidamente a Kris. Ellos exigen el retorno de la heroína robada y amenazan con matar a Kris. Pero Anderson demuestra estar también calificado para enfrentarlo a todos ellos y en una batalla complicada, los derrota. Kris y Anderson ahora deben huir de la organización y su líder, el fantasma de un nazi.